# 뷰티풀 씽
뷰티풀 씽(Beautiful Thing)은 영국에서 제작된 헤티 맥도널드 감독의 1996년 코미디, 드라마, 멜로/로맨스 영화이다. 미라 시알 등이 주연으로 출연하였고 토니 가넷 등이 제작에 참여하였다.

## 출연

### 주연
- 미라 시알
- 마틴 월쉬

### 조연
- 앤드류 프레이저
- 존 세비지
- 스콧 닐
- 글렌 베리
- 줄리 스미스
- 린다 헨리
- 제일로 에드워즈
- 타메카 엠프슨
- 애너 카렌
- 게리 쿠퍼
- 벤 다니엘스
- 다니엘 보워스
- 테리 듀그건
- 소피 스탠턴
- 오즈데미어 마모딜리
- 존 벤필드
- 데이비드 해리스
- 베스 고다드
- 말린 사이더웨이
- 데이브 린

## 제작진
- 의상: 팸 테이트
- 배역: 앤디 프라이어
- 배역: 게일 스티븐스